# Globotextulariidae
Globotextulariidae es una familia de foraminíferos bentónicos de la superfamilia Ataxophragmioidea, del suborden Ataxophragmiina y del orden Loftusiida. Su rango cronoestratigráfico abarca desde el Campaniense (Cretácico superior) hasta la Actualidad.

## Discusión
Clasificaciones previas incluían Globotextulariidae en el suborden Textulariina del orden Textulariida o en el orden Lituolida.

## Clasificación
Globotextulariidae incluye a las siguientes subfamilias y géneros:
- Subfamilia Globotextulariinae
  - Cribroturretoides †
  - Globotextularia
  - Gravellina †
  - Rhumblerella
  - Tetrataxiella
  - Verneuilinulla
- Subfamilia Liebusellinae
  - Cubanina †
  - Jarvisella †
  - Liebusella
  - Remesella †
  - Ruakituria
- Subfamilia Varsoviellinae
  - Varsoviella †

Otra subfamilia considerada en Globotextulariidae es:
- Subfamilia Paleovarsoviellinae, propuesta para sustituir a la subfamilia Varsoviellinae
  - Paleovarsoviella †, propuesto para sustituir a Varsoviella

Otros géneros de Globotextulariidae no asignados a ninguna subfamilia son:
- Matanzioides
- Plectotrochammina, de posición taxonómica incierta
- Poronaia, aceptado como Plectotrochammina

Otro género asignado a Globotextulariidae y clasificado actualmente en otra familia es: 
- Matanzia † de la subfamilia Liebusellinae, ahora en la familia Eggerellidae

Otros géneros considerados en Globotextulariidae son:
- Bronnimannina de la subfamilia Globotextulariinae, aceptado como Gravellina
- Toddella de la subfamilia Globotextulariinae, aceptado como Rhumblerella
- Toddina de la subfamilia Globotextulariinae, considerado nombre superfluo de Toddella